# Klenov (okres Prešov)
Klenov je obec na Slovensku, v okrese Prešov v Prešovském kraji. Žije zde 239 obyvatel.

## Poloha
Obec se nachází 30 kilometrů jihozápadně od krajského města Prešov, leží na jižním okraji Šarišské vrchoviny v údolí zdrojnic potoka Sopotnica. Nadmořská výška se pohybuje v rozmezí 479 až 1028 m, střed obce je ve výšce 540 m n. m.

## Historie
První písemná zmínka pochází z roku 1330, kde je jmenovaná jako Clencberk, později měla název Sopothnicha v roce 1386, v roce 1786 Klemberg, v roce 1920 Klembark, v roce 1927 Klembarok, od roku 1948 Klenov, maďarsky Klambérk.
Hlavní obživou bylo zemědělství, pálení dřevěného uhlí a vápna, tkaní plátna a výroba mlýnských kamenů.

## Kostel
V jihovýchodní části obce se nachází řeckokatolický raně gotický farní kostel Ochrany přesvaté Bohorodičky, který byl postaven v první třetině 14. století. Byl opravován v 16. a 17. století a začátkem 18. století. V roce 1913 byl renovován. V roce 1993 by prohlášen kulturní památkou Slovenska včetně areálu a ochranné opevňovací zdi s dřevěnou zvonicí. Kostel je jednolodní stavba na půdorysu obdélníku s pravoúhlým závěrem a sakristií na severní straně. V kněžišti je zachovaná renesanční hřebínková křížová klenba, v lodi je valená klenba s lunetami.

### Zvonice
U chrámu se nachází dřevěná třípodlažní zvonice z roku 1742 a renovovaná v roce 1816. Základem konstrukce je komolý jehlan tvořený rohovými štenýři, které vybíhají až nad předsazené zvonové patro. Na štenýře je posazen zvonový rošt se zvony z roku 1648 (velký zvon) a z roku 1918. Ve spodní části je po obvodě okapová stříška. Předsazené zvonové patro je ukončeno vysokou lomenou jehlancovou stříškou. Střecha je šindelová a zvonice je vertikálně bedněna deskami a lištami.